# Loránd Eötvös
Loránd Eötvös (Buda (Hungria), 27 de julho de 1848 — Budapeste, 8 de abril de 1919) mais comumente chamado Baron Roland von Eötvös na literatura em Inglês, foi um físico, matemático e professor universitário húngaro. É lembrado hoje em grande parte por seu trabalho sobre gravitação e tensão superficial, e a invenção do pêndulo de torção.
A Universidade Eötvös Loránd, a Competição de Matemática Loránd Eötvös, e a cratera Eötvös na lua receberam o seu nome.

## Balança de torção
Uma variação da invenção anterior, a Balança de torção, o pêndulo de Eötvös, projetado pelo barão húngaro Loránd Eötvös, é um instrumento sensível para medir a densidade de estratos rochosos subjacentes. O dispositivo mede não apenas a direção da força da gravidade, mas a mudança na extensão da força da gravidade no plano horizontal. Ele determina a distribuição das massas na crosta terrestre. A balança de torção Eötvös, um importante instrumento de geodésia e geofísica em todo o mundo, estuda as propriedades físicas da Terra. É utilizado na exploração de minas e também na busca de minerais, como petróleo, carvão e minérios. O pêndulo de Eötvös nunca foi patenteado, mas após a demonstração de sua precisão e inúmeras visitas do exterior à Hungria, vários instrumentos foram exportados para o mundo todo e os mais ricos campos de petróleo dos Estados Unidos foram descobertos usando-o. O pêndulo de Eötvös foi usado para provar a equivalência da massa inercial e a massa gravitacional com precisão, em resposta à oferta de um prêmio. Essa equivalência foi usada mais tarde por Albert Einstein ao estabelecer a teoria da relatividade geral.
É assim que Eötvös descreve seu equilíbrio:
Era apenas um bastão simples e reto que usei como instrumento, especialmente carregado nas duas pontas, envolto em uma bainha de metal para protegê-lo do vento e das mudanças de temperatura. Sobre este bastão, cada massa, perto ou longe, exerce uma força de direção; mas o fio sobre o qual está pendurado resiste e, embora resistindo, torce, com o grau dessa torção nos mostrando a magnitude exata das forças que atuam sobre o bastão. Este é um equilíbrio de Coulomb, e isso é tudo que há para fazer. É simples, como a flauta de Hamlet, você só tem que saber tocá-la, e assim como o músico que pode deliciar você com variações esplêndidas, o físico pode, neste equilíbrio, com não menos prazer determinar as variações mais finas. de gravidade. Desta forma, podemos perscrutar a profundidade da crosta terrestre, que nem os nossos olhos, nem nossos exercícios mais longos poderiam alcançar.
Um dos assistentes de Eötvös que mais tarde se tornou um famoso cientista foi Radó von Kövesligethy.